# Museo de Arte Huichol Wixárica
El Museo De Arte Huichol Wixárika es un recinto público con una muestra permanente de arte huichol. Entre la colección se encuentran artículos tradicionales hechos con hilo o piezas decoradas con chaquira tales como los "nierikate" (representaciones cosmogónicas) y “kuka” (máscara ceremonial tridimensional) utilizados con objeto religioso, así como algunos instrumentos musicales utilizados por los huicholes.